# Larry Smarr

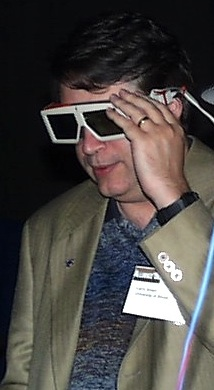
Larry Smarr 1998

Larry Smarr (* 16. Oktober 1948 in Columbia (Missouri)) ist ein US-amerikanischer Astrophysiker und Informatiker.
Smarr studierte Physik an der University of Missouri in Columbia (Bachelor- und Master-Abschluss 1970) und an der Stanford University (Master-Abschluss 1972) und wurde 1975 an der University of Texas at Austin promoviert, mit einer Dissertation über numerische Relativität (Kollision schwarzer Löcher). Danach war er an der Princeton University (1974/75), der Yale University (1978/79) und der Harvard University (1976 bis 1979) sowie am Lawrence Livermore National Laboratory, bevor er 1979 Professor an der University of Illinois at Urbana-Champaign wurde. Er war dort wesentlich an der Gründung des National Center for Supercomputing Applications beteiligt (mit einem Vorschlag zur Gründung solcher Zentren 1983) und dessen erster Direktor ab 1985. Er war an der Vernetzung der Supercomputer-Zentren im NSFnet wesentlich beteiligt und wurde 1997 Direktor der National Computational Science Alliance. 2000 wurde er Professor an der University of California, San Diego, und Fellow des San Diego Supercomputing Center. Er schlug die Gründung des California Institute for Telecommunications and Information Technology (Calit2) vor und wurde dessen Direktor.
Er ist Fellow der American Physical Society und der American Academy of Arts and Sciences und Mitglied der National Academy of Engineering. 1980 bis 1984 war er Sloan Research Fellow. 1982/83 war er am Max-Planck-Institut für Astrophysik und ab 1983 Berater des Los Alamos National Laboratory.